# Grynajcie
Grynajcie (lit. Grinaičiai) – wieś na Litwie, w okręgu mariampolskim, w rejonie szakowskim.